# Episodi di Torchwood (quarta stagione)
La quarta stagione della serie televisiva Torchwood, intitolata Torchwood: Miracle Day, è stata trasmessa in prima visione negli Stati Uniti d'America dal canale via cavo Starz dall'8 luglio al 9 settembre 2011.
Nel Regno Unito gli episodi sono stati trasmessi da BBC One dal 15 luglio 2011, con sei giorni di ritardo rispetto alla messa in onda statunitense.
In Italia la stagione è stata trasmessa in prima visione satellitare da Fox dal 12 settembre al 14 novembre 2011, ed in chiaro da Rai 4 dal 1º al 29 marzo 2012; entrambe le reti hanno trasmesso questa stagione in versione censurata, su FOX con tagli fatti a monte dal distributore, su Rai 4 con ulteriori piccoli tagli agli episodi 3 e 7, per evitare che si scatenassero polemiche contro la rete come quelle relative alla messa in onda della serie Fisica o chimica.
| nº | Titolo originale       | Titolo italiano       | Prima TV USA     | Prima TV Italia   |
| -- | ---------------------- | --------------------- | ---------------- | ----------------- |
| 1  | The New World          | Il nuovo mondo        | 8 luglio 2011    | 12 settembre 2011 |
| 2  | Rendition              | Esecuzione            | 15 luglio 2011   | 19 settembre 2011 |
| 3  | Dead of Night          | Nel cuore della notte | 22 luglio 2011   | 26 settembre 2011 |
| 4  | Escape to L.A.         | Fuga a Los Angeles    | 29 luglio 2011   | 3 ottobre 2011    |
| 5  | The Categories of Life | Infiltrata            | 5 agosto 2011    | 10 ottobre 2011   |
| 6  | The Middle Men         | Intermediari          | 12 agosto 2011   | 17 ottobre 2011   |
| 7  | Immortal Sins          | Peccati immortali     | 19 agosto 2011   | 24 ottobre 2011   |
| 8  | End of the Road        | Amore eterno          | 26 agosto 2011   | 31 ottobre 2011   |
| 9  | The Gathering          | Il raduno             | 2 settembre 2011 | 7 novembre 2011   |
| 10 | The Blood Line         | La fine del miracolo  | 9 settembre 2011 | 14 novembre 2011  |

## Il nuovo mondo
- Titolo originale: The New World
- Diretto da: Bharat Nalluri
- Scritto da: Russell T. Davies

### Trama
Inizia il "giorno del miracolo": la gente non muore più. Un pedofilo, Oswald Danes, è condannato alla pena di morte, ma dopo l'iniezione fatale continua a vivere. Un agente della CIA, Rex, sopravvive ad un incidente stradale mortale. Durante l'incidente Rex parlava al telefono con Esther, sua collaboratrice, a proposito dell'improvvisa scomparsa da tutti gli archivi digitali della parola, e di tutti i file ad essa relativi, Torchwood. Nel frattempo Gwen, che vive al sicuro in un rudere isolato nel Galles assieme a Rhys e la loro bambina Anwen, resta sempre sull'altolà per un imminente attacco. Incredula all'avvenuto, Esther cerca negli archivi cartacei della CIA file su Torchwood, e qui incontra il capitano Jack Harkness che la salva da un killer, il quale fallendo nell'intento di eliminare Harkness, fa esplodere l'intero archivio. Jack si accorge di essersi ferito e non guarisce: sembra l'unico essere mortale sulla Terra. Gwen torna in città per trovare suo padre in punto di morte, ma viene a sapere che da almeno due giorni nel mondo non muore più nessuno. La donna vorrebbe tornare a indagare, ma Rhys è contrario perché non vuole rischiare la vita. Rex, spronato da Esther, decide di andare in Galles per cercare i superstiti di Torchwood. Poco dopo l'arrivo di Rex a casa di Gwen, arriva un elicottero che cerca di ucciderla mettendo in pericolo tutti, ma grazie all'intervento di Jack, riescono ad abbattere l'elicottero. Poi si recano a Cardiff con l'intenzione di rifondare Torchwood, ma vengono braccati dalla polizia, fatta convocare da Rex, per trasferire e rifondare Torchwood negli Stati Uniti.
- Altri interpreti: Arlene Tur (Vera Juarez), Paul James (Noah Vickers), Marina Benedict (Charlotte Willis), Brian Guest (Peterson), Sharon Morgan (Mary Cooper), William Thomas (Geraint Cooper), Tom Price (Andy Davidson)

## Esecuzione
- Titolo originale: Rendition
- Diretto da: Billy Gierhart
- Scritto da: Doris Egan

### Trama
Rex arresta Jack e Gwen, costringendo quest'ultima a separarsi dal marito e dalla figlia, che vengono presi in custodia dal sergente Andy Davidson. Insieme a Lyn, Rex porta i membri di Torchwood in America. Sull'aereo Lyn tenta di avvelenare Jack e Gwen, ma riesce nell'intento solo con Jack, l'ultimo mortale del pianeta. Rex preoccupato chiama la sua amica dottoressa Vera Juarez, che gli dà istruzioni su come eliminare l'arsenico dall'organismo. Gwen aiutata da Rex e dagli assistenti di volo riesce a comporre l'antidoto che somministrano poi a Jack, salvandolo. Intanto Oswald Danes pretende la libertà e la ottiene, mentre Vera incontra Jilly Kitzinger, una rappresentante di antidolorifici della PhiCorp, che le propone di partecipare ad un congresso per risolvere la situazione degli ospedali affollati. Esther scopre che c'è qualcuno all'interno della CIA, che vuole eliminare tutti coloro che sono a conoscenza di Torchwood, così avvisa telefonicamente Rex, e corre all'aeroporto per prenderlo. Rex, Gwen e Jack riescono a fuggire da Lyn ed altri due uomini della CIA, e scappano insieme ad Esther.
- Altri interpreti: Lauren Ambrose (Jilly Kitzinger), Arlene Tur (Vera Juarez), Dichen Lachman (Lyn Peterfield), Marina Benedict (Charlotte Wills), Paul James (Noah Vickers), Tom Price (Andy Davidson), Wayne Knight (Brian Friedkin)

## Nel cuore della notte
- Titolo originale: Dead of Night
- Diretto da: Billy Gierhart
- Scritto da: Jane Espenson

### Trama
Rex affronta il suo capo, Brian Friedkin, per capire cosa c'è dietro alla scomparsa di Torchwood. Friedkin dice di aver ricevuto ordini solo tramite un cellulare che Rex gli prende dopo avergli sparato. Jack nota che su tutti i canali è sempre presente Oswald Danes, così incarica Gwen di indagare su di lui; Esther scopre che Friedkin tentava di tenere nascosto il contenuto di un magazzino, così la nuova squadra va a controllarlo trovandovi dentro grossi quantitativi di antidolorifici della PhiCorp: pare che la casa farmaceutica sapesse in anticipo dell'arrivo del giorno del miracolo. Nel frattempo Vera, spinta da Rex, partecipa al congresso al quale l'aveva invitata Jilly, e scopre che la PhiCorp vuole dare gli antidolorifici senza prescrizione medica. Jack affronta Oswald Danes, diventato testimonial della PhiCorp grazie a Jilly, in uno studio televisivo; Jack però non ha la meglio e viene fatto cacciare, su ordine di Danes, dalla sicurezza.
- Altri interpreti: Lauren Ambrose (Jilly Kitzinger), Arlene Tur (Vera Juarez), Wayne Knight (Brian Friedkin), Dillon Casey (Brad), Richard Gilliland (Morganthall), Tasha Ames (Carla)

## Fuga a Los Angeles
- Titolo originale: Escape to L.A.
- Diretto da: Billy Gierhart
- Scritto da: Jim Gray e John Shiban

### Trama
Esther visita sua sorella Sarah, mentalmente instabile, ma viene messa alla porta: telefonando ai servizi sociali, Esther viene individuata da un sicario che riceve l'ordine di seguirla da un GPS con l'immagine di un triangolo. Jack, Gwen, Esther e Rex si trasferiscono a Los Angeles per proseguire le indagini ed escogitano un piano per l'assalto alla PhiCorp, ma solo per entrare hanno bisogno di impronte, occhi e voce di Nicolas Frumkin, che riusciranno ad estorcergli con maestria. All'interno della ditta, prima Gwen e poi Jack vengono tramortiti dal sicario che è a conoscenza della mortalità di Jack, ma Rex gli spara alla gola prima che possa rivelare il mandante. Rhys avverte Gwen che suo padre è stato portato via, intanto Oswald visita un centro malati per sostenerli, sotto gli occhi disgustati del sindaco Ellis H. Monroe sostenitrice del "chi è morto è morto", ma viene presa e portata nella vettura del "GPS col triangolo" e poi schiacciata in un compattatore per auto.
- Altri interpreti: Lauren Ambrose (Jilly Kitzinger), Arlene Tur (Vera Juarez), Mare Winningham (Ellis Hartley Monroe), C. Thomas Howell (camionista), Juanita Jennings (Bisme Katusi), Candace Brown (Sarah Drummond), Kelvin Yu (Nicolas Frumkin)

## Infiltrata
- Titolo originale: The Categories of Life
- Diretto da: Guy Ferland
- Scritto da: Jane Espenson

### Trama
Non esistendo più lo stato di morte, la sanità mondiale eroga nuove categorie di vita: coloro che dovrebbero essere morti, i malati non curabili (categoria 1), i malati in via di guarigione (categoria 2), i sani (categoria 3). Gwen, tornata nel Galles,  tenta di far evadere suo padre dal campo di esubero in cui è stato trasferito, ma non riesce nell'intento per l'aggravarsi di quest'ultimo, che viene quindi trasferito nel modulo del campo. Vera, Rex ed Esther entrano nei "campi di esubero", spacciandosi rispettivamente per ispettrice di controllo, malato terminale e aiuto segretaria, per scoprire a cosa servono i "moduli". Rex scopre che ai pazienti viene assegnata una molletta colorata per identificare la categoria di vita: molletta rossa per la categoria 1, molletta blu per la categoria 2, molletta bianca per la categoria 3. Contemporaneamente Vera, minaccia il direttore del campo di esubero, Colin Maloney, di esporre le pessime condizioni in cui lui tiene i pazienti nel suo campo; Colin, preso dalla paura spara a Vera e la trascina in uno dei moduli del suo campo. Rex documenta come trattano la categoria 1, girovagando per il campo scova i moduli e in uno di essi trova Vera. Nel frattempo, Colin, preso dalla paura, sigilla i moduli e aziona la loro funzione: incenerire i malati della categoria 1. Rex non riesce a salvare Vera e filma tutto. Jack, contemporaneamente, raggiunge Oswald e tenta di convincerlo a "fare la cosa giusta", cioè  denunciare la PhiCorp in diretta televisiva.
- Altri interpreti: Lauren Ambrose (Jilly Kitzinger), Arlene Tur (Vera Juarez), William Thomas (Geraint Cooper), Sharon Morgan (Mary Cooper), Tom Price (Andy Davidson), Frederick Koehler (Ralph Coltrane), Marc Vann (Colin Maloney)

## Intermediari
- Titolo originale: The Middle Man
- Diretto da: Guy Ferland
- Scritto da: John Shiban

### Trama
Jack raggiunge Stuart Owens, capo-ufficio operazioni della PhiCorp, solo per scoprire che la PhiCorp sapeva del "Miracolo"; Owens rivela, tuttavia, che qualcosa chiamato "La Benedizione" è collegato al miracolo. L'agente di Owens a Shanghai, Eric Steinberg, cade dall'alto ferendosi gravemente, diventando categoria 1, è la testimonianza che qualcosa di terribile sta accadendo là. Nel Galles, Gwen riesce a portare via suo padre col furgone di Rhys e distrugge l'edificio in cui la gente viene bruciata. Un combattuto, Colin, vuole eliminare Rex ed Esther, che lo fermeranno con l'aiuto del suo assistente Ralph. Arrivata all'aeroporto negli USA, Gwen riceve un messaggio dai cospiratori tramite le lenti a contatto di Torchwood: se vuole rivedere ancora suo marito, sua figlia e sua madre, deve portare Jack da "loro".
- Altri interpreti: William Thomas (Geraint Cooper), Ernie Hudson (Stuart Owens), Fred Koehler (Ralph Coltrane), Marc Vann (Colin Maloney), Jason Brooks (segretario), Ciera Payton (Janet), Jonathan Spencer (Tony), Eric Steinberg (Zheng Yibao)

## Peccati immortali
- Titolo originale: Immortal Sins
- Diretto da: Gwyneth Horder-Payton
- Scritto da: Jane Espenson

### Trama
Nel 1927, un immigrato italiano, Angelo Colasanto, tenta di rubare il visto d'ingresso per New York a Jack, ma lui lo perdona e dopo un po' si innamorano. I due cercano di guadagnarsi da vivere vendendo alcolici di contrabbando ma vengono intercettati da Salvatore Maranzano, il boss locale, al quale non sta bene che loro due contrastino anche il suo traffico illegale di alcolici, così decide di ucciderli ma Jack, sapendo che Maranzano detiene un'arma segreta, gli propone di lavorare per lui. Il boss affida ai due di spedire una speciale cassa ad Albany facendogli promettere di non guardare cosa c'è al suo interno; Jack accetta la missione, ma in realtà ha intenzione di distruggere la cassa, al cui interno si nasconde un alieno parassita. Dopo essersi sbarazzato dell'alieno, Jack viene ucciso dalla polizia e Angelo viene arrestato, ma dopo un po', quando viene rilasciato, incontra Jack, che lo aspetta fuori dal carcere, rimanendo incredulo siccome lo ha visto morire. Angelo, che lo crede il Diavolo, lo pugnala e Jack sviene. Spaventato diffonde la voce agli abitanti del quartiere, che lo uccidono ripetutamente, ma pentendosi di vedere Jack che subisce continuamente torture decide di liberarlo. Jack riesce a fuggire e abbandona Angelo, che non vuole dirgli addio. Nel presente, Gwen porta Jack da "loro", ma vengono liberati da Esther e Rex, scoprendo che "loro" è una donna e dice che c'è un uomo che sa come tutto è cominciato: l'uomo è Angelo Colasanto.
- Guest star: Nana Visitor (cospiratrice del Miracle Day)
- Altri interpreti: Sharon Morgan (Mary Cooper), Daniele Favilli (Angelo Colasanto), Pat Asanti (ispettore), Cris D'Annunzio (Salvatore Maranzano)

## Amore eterno
- Titolo originale: End of the Road
- Diretto da: Gwyneth Horder-Payton
- Scritto da: Jane Espenson e Ryan Scott

### Trama
Quelli del Torchwood arrivano alla tenuta di Angelo Colasanto e la donna si svela essere sua nipote Olivia. Angelo è un uomo anziano e in coma tenuto in vita da una macchina, che ha passato la vita seguendo di nascosto Jack, soprattutto quando ha scoperto che un'associazione chiamata "Le Tre Famiglie" avevano preso il sangue di Jack per studiare il modo di diventare immortali. Intanto arriva la CIA, con Friedkin che, tradendosi, viene arrestato assieme a Olivia: sull'auto si fa esplodere, uccidendo anche Olivia. Jack stacca la spina della macchina che tiene in vita Angelo e, incredibilmente, lui muore. Intanto Jilly ha un diverbio con Oswald che la respinge: lei viene contattata da un mandante de "Le Tre Famiglie" che uccide la sua assistente Shawnie dicendo che era una spia della CIA. Esther, nonostante Jack, fa notare il pavimento sotto al letto di Angelo: c'è nascosto un dispositivo alieno che genera un campo nullo. Il capo della CIA, Shapiro, vuole l'aiuto di Jack e per averlo rispedisce Gwen nel Regno Unito, ma Jack fugge con l'aiuto di Rex ed Esther che lo porta via in auto, dopo che un agente gli ha sparato.
- Guest star: Nana Visitor (Olivia Colasanto)
- Altri interpreti: Lauren Ambrose (Jilly Kitzinger), Candace Brown (Sarah Drummond), Sharon Morgan (Mary Cooper), Marina Benedict (Charlotte Willis), John de Lancie (Allen Shapiro), Wayne Knight (Brian Friedkin), Paul James (Noah Vickers), Teddy Sears (uomo con occhi blu), Costance Wu (Shawnie Yamaguchi)

## Il raduno
- Titolo originale: The Gathering
- Diretto da: Guy Ferland
- Scritto da: John Fay

### Trama
Due mesi dopo, l'economia del pianeta sta collassando. Esther e Jack, che si sono rifugiati in Scozia, raggiungono la casa di Gwen e Rhys. Anche Oswald arriva a Swansea e, anche se non è ben accetto da quelli del Torchwood, chiede di essere aiutato in cambio di rivelare il nome di chi ha creato il "Miracolo". Intanto Jilly viene contattata dall'agente de "Le Tre Famiglie" che le chiede di cambiare identità e la spedisce a Shanghai, dove la riceve una donna chiamata "La Madre" che la conduce a "La Benedizione". Dopo aver scoperto che a Buenos Aires e a Shanghai sono stati distrutti ospedali per raccolta-sangue, Jack, Oswald e Gwen, convinta anche dal "sequestro" del moribondo padre Geraint, partono per indagare. Alle stesse conclusioni sono arrivati Rex che parte per Buenos Aires dove è raggiunto da Esther, mentre Jack e Gwen partono per Shanghai.
- Guest star: John de Lancie (Allen Shapiro)
- Altri interpreti: Lauren Ambrose (Jilly Kitzinger), Candace Brown (Sarah Drummond), Sharon Morgan (Mary Cooper), William Thomas (Geraint Cooper), Marina Benedict (Charlotte Willis), Paul James (Noah Vickers), Teddy Sears (uomo con occhi blu), Frances Fisher (La Madre)

## La fine del miracolo
- Titolo originale: The Blood Line
- Diretto da: Billy Gierhart
- Scritto da: Russell T Davies e Jane Espenson

### Trama
Charlotte protegge il suo segreto di "talpa" facendo esplodere la CIA, dove Shapiro e Noah muoiono. Jack, Gwen ed Oswald sono davanti a "La Benedizione": un'entità che controlla il campo morfico, in qualche modo legata alla vita umana, ed è collocata in una formazione rocciosa che va da Shanghai a Buenos Aires attraverso il centro della terra. "Le Tre Famiglie" hanno nutrito "La Benedizione" di sangue immortale, prelevato da Jack nel 1927 così da rendere la popolazione immortale, in modo da controllare il mondo. Per fermare "La Benedizione", Jack è pronto a lanciarle contro il suo sangue mortale, però occorre che questo succeda anche a Buenos Aires: Rex ed Esther sembrano perduti dopo che un soldato si è fatto esplodere eliminando anche l'ultima valigia di sangue mortale. Ma Rex ed Esther hanno precedentemente sostituito il sangue di Rex con quello mortale di Jack tramite una trasfusione, così ora, dopo qualche esitazione data da "Il Cugino" che spara a Esther, Rex e Jack liberano il loro sangue, mettendo fine al "Miracolo". Con la morte che ritorna, Oswald, precedentemente cinturato di bombe, si fa esplodere uccidendo "La Madre", dall'altra parte Rex butta dall'impalcatura "Il Cugino". Jilly viene ricontattata dall'agente de "Le Tre Famiglie" che le promette un "Piano B". Dopo il funerale di Esther, Rex scopre che Charlotte è la "talpa" della CIA e nel tentativo di fermarla viene ucciso da Charlotte, poi uccisa anche lei, ma lui incredibilmente resuscita.
- Guest star: John de Lancie (Allen Shapiro)
- Altri interpreti: Lauren Ambrose (Jilly Kitzinger), Candace Brown (Sarah Drummond), Sharon Morgan (Mary Cooper), William Thomas (Geraint Cooper), Marina Benedict (Charlotte Willis), Paul James (Noah Vickers), Tom Price (Andy Davidson), Teddy Sears (uomo con occhi blu), Frances Fisher (La Madre), Benito Martinez (Capitan Santos), Chris Butler (Il Cugino)